# Tahith Chong
Tahith Chong (sinh ngày 4 tháng 12 năm 1999) là một cầu thủ bóng đá chuyên nghiệp người Hà Lan, thi đấu ở vị trí tiền vệ cánh phải cho câu lạc bộ Luton Town
Anh từng chơi cho các đội tuyển trẻ quốc gia Hà Lan từ cấp độ U-17 đến U-21.

## Sự nghiệp câu lạc bộ

### Manchester United

#### Thời trẻ
Sau khi gia nhập lò đào tạo Feyenoord ở độ tuổi 10, Chong đã thu hút sự quan tâm từ một số câu lạc bộ Premier League ở tuổi 16. Vào tháng 4 năm 2016, anh tuyên bố sẽ gia nhập Manchester United và câu lạc bộ đã hoàn tất việc ký kết sau 3 tháng thử việc.
Ban đầu, Chong được đá cho đội U-18, Chong đã ghi bàn thắng duy nhất cho Manchester United trong hành trình FA Youth Cup 2016–17 khi họ bị loại khỏi giải đấu bởi Southampton. Anh đã bỏ lỡ hơn 10 tháng điều trị chấn thương chấn thương dây chằng. Thế nhưng, Anh đã hồi phục để được vinh danh là Cầu thủ trẻ xuất sắc nhất năm của Jimmy Murphy.
Tháng 3 năm 2018, Tahith Chong được tờ Goal bình chọn vào bảng xếp hạng "Top 50 cầu thủ trẻ xuất sắc nhất thế giới" (NxGn 2018).

#### Mùa giải 2018–19
Vào tháng 7 năm 2018, Chong đã được gọi vào đội 1 cho chuyến du đấu trước mùa giải của họ ở Hoa Kỳ và ra sân trong trận hòa 1–1 với Club América. Vào ngày 23 tháng 10, anh có tên trong danh sách dự bị nhưng không được sử dụng trong trận thua 0–1 trước Juventus ở đấu trường UEFA Champions League.
Sau khi Ole Gunnar Solskjær được chọn làm huấn luyện viên tạm quyền, Chong có tên trong danh sách dự bị trong trận thắng 2–0 trước Newcastle United. Ba ngày sau, anh ra mắt người hâm mộ sau khi thay thế Juan Mata ở phút 62 trong trận thắng 2–0  trước Reading ở đấu trường Cúp FA.
Cuối mùa giải, Chong được vinh danh là Cầu thủ dự bị xuất sắc nhất năm của Denzil Haroun. Vào ngày 9 tháng 3 năm 2020, Chong đã ký một hợp đồng mới sẽ giữ anh ở lại câu lạc bộ cho đến năm 2022, với tùy chọn gia hạn thêm một năm.

### Werder Bremen (mượn)
Ngày 16 tháng 8 năm 2020, Chong gia nhập câu lạc bộ Werder Bremen theo dạng cho mượn kéo dài một mùa giải. Ngày 12 tháng 9 năm 2020, anh ghi một bàn thắng trong trận đấu chính thức đầu tiên cho Werder Bremen trước FC Carl Zeiss Jena tại DFB-Pokal.

## Sự nghiệp quốc tế
Chong được sinh ra ở Curaçao và là người gốc Trung Quốc. Anh đại diện cho đội tuyển U17 Hà Lan tham dự giải vô địch bóng đá U-17 châu Âu 2016 và ghi bàn thắng duy nhất trong trận tứ kết với Thụy Điển.

## Thống kê sự nghiệp

### Câu lạc bộ
Tính đến ngày 6 tháng 12 năm 2020
| Câu lạc bộ           | Mùa giải            | Giải vô địch        | Giải vô địch | Giải vô địch | Cúp quốc gia | Cúp quốc gia | Cúp liên đoàn | Cúp liên đoàn | Châu Âu | Châu Âu | Tổng cộng | Tổng cộng |
| Câu lạc bộ           | Mùa giải            | Hạng đấu            | Trận         | Bàn          | Trận         | Bàn          | Trận          | Bàn           | Trận    | Bàn     | Trận      | Bàn       |
| -------------------- | ------------------- | ------------------- | ------------ | ------------ | ------------ | ------------ | ------------- | ------------- | ------- | ------- | --------- | --------- |
| Manchester United    | 2018–19             | Premier League      | 2            | 0            | 1            | 0            | 0             | 0             | 1       | 0       | 4         | 0         |
| Manchester United    | 2019–20             | Premier League      | 3            | 0            | 2            | 0            | 1             | 0             | 6       | 0       | 12        | 0         |
| Manchester United    | Tổng cộng           | Tổng cộng           | 5            | 0            | 3            | 0            | 1             | 0             | 7       | 0       | 16        | 0         |
| Werder Bremen (mượn) | 2020–21             | Bundesliga          | 9            | 0            | 1            | 1            | —             | —             | —       | —       | 10        | 1         |
| Tổng cộng sự nghiệp  | Tổng cộng sự nghiệp | Tổng cộng sự nghiệp | 13           | 0            | 4            | 1            | 1             | 0             | 7       | 0       | 26        | 1         |

1. ↑  Bao gồm FA Cup và DFB-Pokal
2. ↑  Bao gồm EFL Cup

## Danh hiệu

### Câu lạc bộ
Club Brugge
- Belgian First Division A: 2020–21[10]

### Cá nhân
- Đội hình tiêu biểu Giải vô địch bóng đá U-17 châu Âu: 2016[11]
- Jimmy Murphy Young Player of the Year: 2017–18[12]
- Denzil Haroun Reserve Player of the Year: 2018–19[13]
- Cầu thủ xuất sắc nhất tháng của Premier League 2: tháng 12 năm 2019[14]